# Sánchez Blanca
Sánchez Blanca es un barrio perteneciente al distrito Cruz de Humilladero de la ciudad andaluza de Málaga, España. Según la delimitación oficial del ayuntamiento, limita al norte con el polígono industrial de El Viso; al este, con el polígono industrial San Luis; y al sur y el oeste, con los terrenos de la Hacienda Sánchez Blanca, de la cual recibe su nombre. Sa trata de un barrio aislado, situado entre terrenos de uso industrial y solares sin edificar, si bien, de llevarse a cabo los planees urbanísticos programados en la zona, estará unido en un futuro a los barrios vecinos de Intelhorce y Los Prados.

## Transporte
Actualmente llega la Linea 19 de Campanillas que viene del Paseo parque y estación de autobuses es la única linea que Para en la barriada Sánchez Blanca las demás corresponden al consorcio de transporte del Municipio de Málaga.
| Línea | Trayecto                                       | Recorrido y Horarios | Plano | Operadora                               |
| ----- | ---------------------------------------------- | -------------------- | ----- | --------------------------------------- |
| M-130 | Málaga-Campanillas-Santa Rosalía               | Recorrido y Horarios | Plano | Herederos de Francisco Olmedo Gutiérrez |
| M-131 | Málaga-Cártama                                 | Recorrido y Horarios | Plano | CTSA-Portillo                           |
| M-134 | Málaga-El Sexmo                                | Recorrido y Horarios | Plano | Herederos de Francisco Olmedo Gutiérrez |
| M-150 | Málaga-Barriada Los Núñez                      | Recorrido y Horarios | Plano | Herederos de Francisco Olmedo Gutiérrez |
| M-232 | Coín-Málaga (por Cártama y Alhaurín el Grande) | Recorrido y Horarios | Plano | CTSA-Portillo                           |